# Hagymazöld tukán

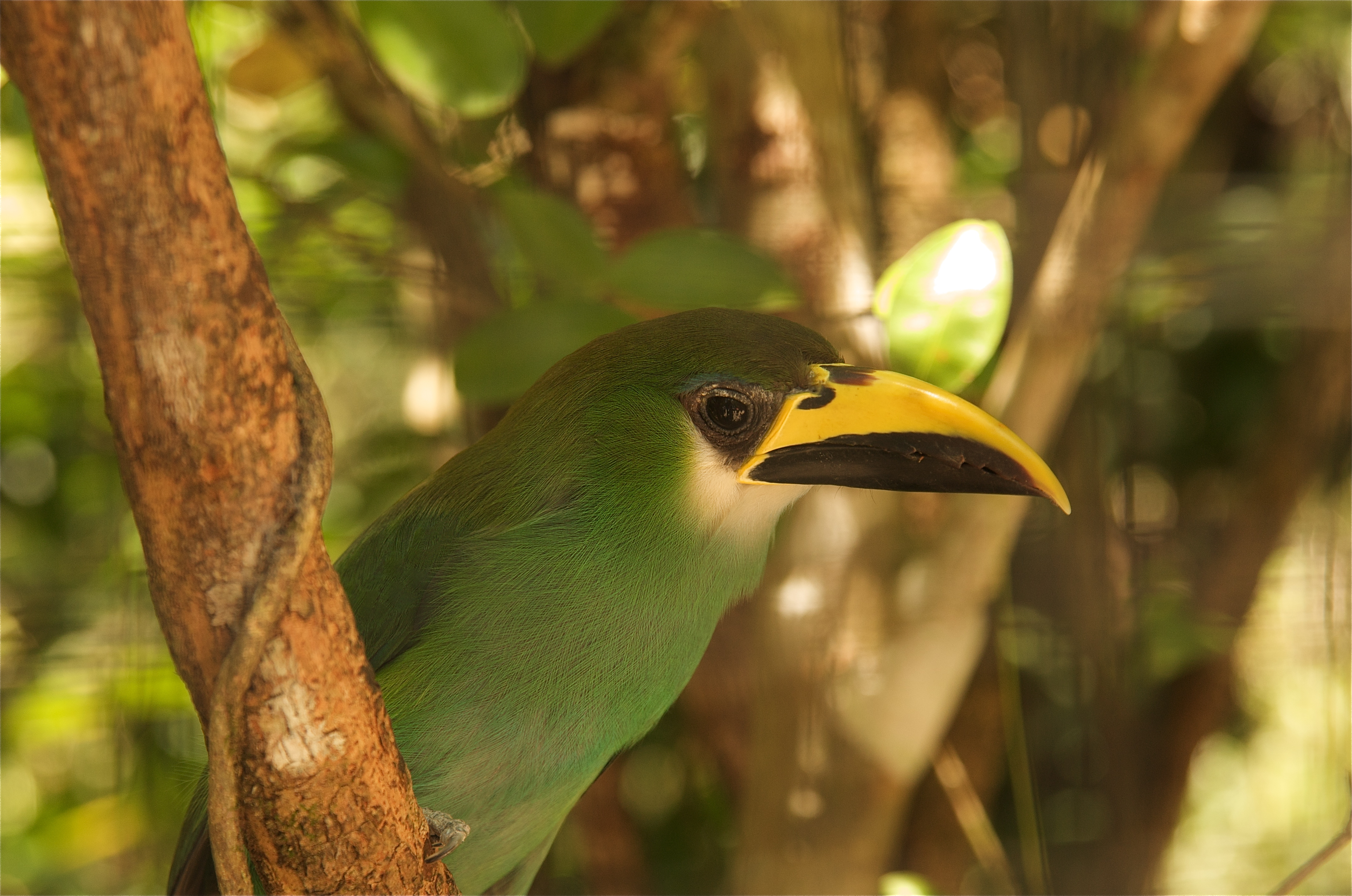
Egy belizei állatkerteb

A hagymazöld tukán (Aulacorhynchus prasinus) a madarak (Aves) osztályának a harkályalakúak (Piciformes) rendjébe, ezen belül a tukánfélék (Ramphastidae) családjába tartozó faj.

## Előfordulása
Belize, Bolívia, Brazília, Kolumbia, Costa Rica, Ecuador, Salvador, Guatemala, Honduras, Mexikó, Nicaragua, Panama, Peru és Venezuela nedves erdőiben honos.

## Alfajai
- Aulacorhynchus prasinus prasinus (Gould, 1833)
- Aulacorhynchus prasinus virescens (Ridgway, 1912)
- Aulacorhynchus prasinus volcanius (Dickey & van Rossem, 1930)
- Aulacorhynchus prasinus warneri (Winker, 2000)

2001-ben, alaktani kutatások után a hagymazöld tukán fajkomplexumnak - olyan fogalom, melyet azokra a fajokra használják, amelyek külső vizsgálat alapján nem különböztethetők meg egymástól, azonban nem képesek szaporodni egymással, és a genetikai összehasonlításuk szerint külön fajoknak tekintendők - bizonyult; emiatt 7 különböző fajra osztották fel. Ezt az ezred elei elképzelést a genetikai vizsgálatok is megerősítették; legalábbis részben. Az A. griseigularis-t kivonták az A. albivitta-ból, azonban a genetikavizsgálatok után újból egy fajnak tekintik.

## Megjelenése
Testhossza 30–35 centiméter, testtömege 180 gramm. A nemek hasonlóak, bár a tojó valamivel kisebb. A tollazata zöld, mint az Aulacorhynchus nembe tartozó többi fajnak is.
|  |

## Életmódja
A nedves erdők felső lombozatát kedveli. Általában 5–10 fős csapatokban lehet látni. Repülése közvetlen és gyors. Elsősorban gyümölcsökkel táplálkozik, eszik rovarokat, gyíkokat, madár tojásokat, valamint kis ragadozókat is.

## Szaporodása
Fészke egy béleletlen faodúból áll, fészekalja 3–4 fehér tojás. A tojásokon mindkét szülő kotlik 14-15 napig.